# Wereldkampioenschap superbike van Sugo 2001
Het wereldkampioenschap superbike van Sugo 2001 was de vierde ronde van het wereldkampioenschap superbike en de derde ronde van het wereldkampioenschap Supersport 2001. De races werden verreden op 29 april 2001 op het Sportsland SUGO nabij Murata, Japan.

## Superbike

### Race 1
| Pos | Nr  | Rijder              | Constructeur | Rondes | Tijd           | Grid | Punten |
| --- | --- | ------------------- | ------------ | ------ | -------------- | ---- | ------ |
| 1   | 49  | Makoto Tamada       | Honda        | 25     | 37:45.090      | 1    | 25     |
| 2   | 3   | Troy Corser         | Aprilia      | 25     | +4.090         | 3    | 20     |
| 3   | 19  | Hitoyasu Izutsu     | Kawasaki     | 25     | +7.668         | 2    | 16     |
| 4   | 50  | Shinichi Ito        | Honda        | 25     | +12.117        | 5    | 13     |
| 5   | 48  | Akira Ryo           | Suzuki       | 25     | +12.431        | 10   | 11     |
| 6   | 6   | Gregorio Lavilla    | Kawasaki     | 25     | +18.679        | 14   | 10     |
| 7   | 100 | Neil Hodgson        | Ducati       | 25     | +19.091        | 6    | 9      |
| 8   | 4   | Pierfrancesco Chili | Suzuki       | 25     | +19.244        | 13   | 8      |
| 9   | 155 | Ben Bostrom         | Ducati       | 25     | +25.008        | 4    | 7      |
| 10  | 53  | Wataru Yoshikawa    | Yamaha       | 25     | +25.307        | 11   | 6      |
| 11  | 52  | James Toseland      | Ducati       | 25     | +36.006        | 20   | 5      |
| 12  | 1   | Colin Edwards       | Honda        | 25     | +38.281        | 8    | 4      |
| 13  | 21  | Troy Bayliss        | Ducati       | 25     | +39.485        | 17   | 3      |
| 14  | 55  | Régis Laconi        | Aprilia      | 25     | +40.355        | 12   | 2      |
| 15  | 24  | Stéphane Chambon    | Suzuki       | 25     | +42.331        | 21   | 1      |
| 16  | 36  | Broc Parkes         | Ducati       | 25     | +1:06.872      | 19   |        |
| 17  | 33  | Robert Ulm          | Ducati       | 25     | +1:10.238      | 22   |        |
| 18  | 11  | Rubén Xaus          | Ducati       | 25     | +1:10.377      | 18   |        |
| 19  | 99  | Steve Martin        | Ducati       | 25     | +1:15.313      | 23   |        |
| 20  | 8   | Tadayuki Okada      | Honda        | 25     | +1:21.813      | 16   |        |
| 21  | 22  | Lucio Pedercini     | Ducati       | 25     | +1:28.607      | 25   |        |
| 22  | 20  | Marco Borciani      | Ducati       | 25     | +1:28.693      | 24   |        |
| 23  | 27  | Bertrand Stey       | Honda        | 25     | +1:29.312      | 29   |        |
| 24  | 7   | Juan Borja          | Yamaha       | 25     | +1:32.187      | 28   |        |
| 25  | 31  | Michele Malatesta   | Kawasaki     | 25     | +2:15.511      | 30   |        |
| 26  | 51  | Martin Craggill     | Ducati       | 24     | +1 ronde       | 27   |        |
| 27  | 46  | Mauro Sanchini      | Ducati       | 20     | +5 ronden      | 31   |        |
| NC  | 41  | Ludovic Holon       | Kawasaki     | 17     | +8 ronden      | 32   |        |
| DNF | 54  | Tamaki Serizawa     | Kawasaki     | 12     | Uitgevallen    | 9    |        |
| DNF | 35  | Giovanni Bussei     | Ducati       | 9      | Schade ongeluk | 26   |        |
| DNF | 56  | Yukio Kagayama      | Suzuki       | 7      | Ongeluk        | 15   |        |
| DNF | 5   | Akira Yanagawa      | Kawasaki     | 0      | Ongeluk        | 7    |        |

### Race 2
| Pos | Nr  | Rijder              | Constructeur | Rondes | Tijd        | Grid | Punten |
| --- | --- | ------------------- | ------------ | ------ | ----------- | ---- | ------ |
| 1   | 49  | Makoto Tamada       | Honda        | 25     | 37:43.033   | 1    | 25     |
| 2   | 19  | Hitoyasu Izutsu     | Kawasaki     | 25     | +3.122      | 2    | 20     |
| 3   | 54  | Tamaki Serizawa     | Kawasaki     | 25     | +4.303      | 9    | 16     |
| 4   | 155 | Ben Bostrom         | Ducati       | 25     | +5.988      | 4    | 13     |
| 5   | 100 | Neil Hodgson        | Ducati       | 25     | +9.022      | 6    | 11     |
| 6   | 3   | Troy Corser         | Aprilia      | 25     | +11.788     | 3    | 10     |
| 7   | 48  | Akira Ryo           | Suzuki       | 25     | +17.504     | 10   | 9      |
| 8   | 4   | Pierfrancesco Chili | Suzuki       | 25     | +17.810     | 13   | 8      |
| 9   | 50  | Shinichi Ito        | Honda        | 25     | +19.088     | 5    | 7      |
| 10  | 56  | Yukio Kagayama      | Suzuki       | 25     | +19.234     | 15   | 6      |
| 11  | 5   | Akira Yanagawa      | Kawasaki     | 25     | +23.662     | 7    | 5      |
| 12  | 8   | Tadayuki Okada      | Honda        | 25     | +34.147     | 16   | 4      |
| 13  | 1   | Colin Edwards       | Honda        | 25     | +34.768     | 8    | 3      |
| 14  | 55  | Régis Laconi        | Aprilia      | 25     | +35.043     | 12   | 2      |
| 15  | 21  | Troy Bayliss        | Ducati       | 25     | +39.648     | 17   | 1      |
| 16  | 52  | James Toseland      | Ducati       | 25     | +54.583     | 20   |        |
| 17  | 36  | Broc Parkes         | Ducati       | 25     | +1:09.678   | 19   |        |
| 18  | 24  | Stéphane Chambon    | Suzuki       | 25     | +1:13.244   | 21   |        |
| 19  | 6   | Gregorio Lavilla    | Kawasaki     | 25     | +1:16.882   | 14   |        |
| 20  | 99  | Steve Martin        | Ducati       | 25     | +1:18.605   | 23   |        |
| 21  | 35  | Giovanni Bussei     | Ducati       | 25     | +1:21.973   | 26   |        |
| 22  | 11  | Rubén Xaus          | Ducati       | 25     | +1:22.328   | 18   |        |
| 23  | 20  | Marco Borciani      | Ducati       | 25     | +1:22.672   | 24   |        |
| 24  | 27  | Bertrand Stey       | Honda        | 25     | +1:32.776   | 29   |        |
| 25  | 7   | Juan Borja          | Yamaha       | 24     | +1 ronde    | 28   |        |
| 26  | 46  | Mauro Sanchini      | Ducati       | 24     | +1 ronde    | 31   |        |
| 27  | 41  | Ludovic Holon       | Kawasaki     | 24     | +1 ronde    | 32   |        |
| 28  | 51  | Martin Craggill     | Ducati       | 24     | +1 ronde    | 27   |        |
| DNF | 22  | Lucio Pedercini     | Ducati       | 19     | Uitgevallen | 25   |        |
| DNF | 31  | Michele Malatesta   | Kawasaki     | 12     | Ongeluk     | 30   |        |
| DNF | 53  | Wataru Yoshikawa    | Yamaha       | 9      | Uitgevallen | 11   |        |
| DNF | 33  | Robert Ulm          | Ducati       | 9      | Uitgevallen | 22   |        |

## Supersport
| Pos | Nr | Rijder                | Constructeur | Rondes | Tijd         | Grid | Punten |
| --- | -- | --------------------- | ------------ | ------ | ------------ | ---- | ------ |
| 1   | 2  | Paolo Casoli          | Yamaha       | 25     | 39:29.124    | 1    | 25     |
| 2   | 1  | Jörg Teuchert         | Yamaha       | 25     | +5.374       | 10   | 20     |
| 3   | 8  | Andrew Pitt           | Kawasaki     | 25     | +12.878      | 11   | 16     |
| 4   | 7  | Pere Riba             | Honda        | 25     | +13.874      | 4    | 13     |
| 5   | 5  | Karl Muggeridge       | Suzuki       | 25     | +14.101      | 15   | 11     |
| 6   | 11 | Kevin Curtain         | Honda        | 25     | +15.866      | 7    | 10     |
| 7   | 9  | Fabrizio Pirovano     | Suzuki       | 25     | +16.535      | 6    | 9      |
| 8   | 99 | Fabien Foret          | Honda        | 25     | +16.690      | 2    | 8      |
| 9   | 4  | Christian Kellner     | Yamaha       | 25     | +17.059      | 9    | 7      |
| 10  | 6  | Iain MacPherson       | Kawasaki     | 25     | +30.589      | 18   | 6      |
| 11  | 65 | Jan Hanson            | Yamaha       | 25     | +37.925      | 13   | 5      |
| 12  | 31 | Vittorio Iannuzzo     | Suzuki       | 25     | +38.884      | 23   | 4      |
| 13  | 14 | Christophe Cogan      | Yamaha       | 25     | +40.131      | 17   | 3      |
| 14  | 21 | Chris Vermeulen       | Honda        | 25     | +42.787      | 21   | 2      |
| 15  | 28 | Sébastien Le Grelle   | Honda        | 25     | +48.837      | 24   | 1      |
| 16  | 38 | Osamu Deguchi         | Suzuki       | 25     | +48.971      | 16   |        |
| 17  | 16 | Christer Lindholm     | Yamaha       | 25     | +57.920      | 27   |        |
| 18  | 17 | Ivan Clementi         | Yamaha       | 25     | +1:01.875    | 26   |        |
| 19  | 19 | Agustín Escobar       | Yamaha       | 25     | +1:24.020    | 29   |        |
| 20  | 26 | Ivan Goi              | Honda        | 25     | +1:24.674    | 33   |        |
| 21  | 71 | Davide Bulega         | Yamaha       | 25     | +1:25.136    | 31   |        |
| DNF | 69 | James Whitham         | Yamaha       | 13     | Uitgevallen  | 3    |        |
| DNF | 12 | Piergiorgio Bontempi  | Yamaha       | 12     | Ongeluk      | 5    |        |
| DNF | 25 | Markus Barth          | Honda        | 11     | Ongeluk      | 30   |        |
| DNF | 23 | Dean Thomas           | Ducati       | 9      | Ongeluk      | 22   |        |
| DNF | 22 | Vittoriano Guareschi  | Ducati       | 4      | Ongeluk      | 20   |        |
| DNF | 24 | Adam Fergusson        | Honda        | 4      | Ongeluk      | 12   |        |
| DNF | 15 | Werner Daemen         | Yamaha       | 4      | Uitgevallen  | 25   |        |
| DNF | 37 | Katsuaki Fujiwara     | Suzuki       | 3      | Ongeluk      | 8    |        |
| DNF | 39 | Takashi Toda          | Ducati       | 3      | Ongeluk      | 28   |        |
| DNF | 35 | Stefano Cruciani      | Yamaha       | 3      | Uitgevallen  | 14   |        |
| DNF | 73 | Alessandro Pizzagalli | Yamaha       | 2      | Ongeluk      | 32   |        |
| DNF | 63 | Toshiyuki Hamaguchi   | Ducati       | 1      | Ongeluk      | 19   |        |
| DNS | 44 | Antonio Carlacci      | Ducati       | 0      | Niet gestart |      |        |

## Tussenstanden na wedstrijd

### Superbike
| Pos | Nr  | Rijder              | Team    | Punten |
| --- | --- | ------------------- | ------- | ------ |
| 1   | 3   | Troy Corser         | Aprilia | 122    |
| 2   | 21  | Troy Bayliss        | Ducati  | 100    |
| 3   | 1   | Colin Edwards       | Honda   | 80     |
| 4   | 155 | Ben Bostrom         | Ducati  | 74     |
| 5   | 4   | Pierfrancesco Chili | Suzuki  | 61     |

### Supersport
| Pos | Nr | Rijder        | Team     | Punten |
| --- | -- | ------------- | -------- | ------ |
| 1   | 7  | Pere Riba     | Honda    | 49     |
| 2   | 11 | Kevin Curtain | Honda    | 46     |
| 3   | 2  | Paolo Casoli  | Yamaha   | 38     |
| 4   | 8  | Andrew Pitt   | Kawasaki | 37     |
| 5   | 1  | Jörg Teuchert | Yamaha   | 28     |

1988 · 1989 · 1990 · 1991 · 1992 · 1993 · 1994 · 1995 · 1996 · 1997 · 1998 · 1999 · 2000 · 2001 · 2002 · 2003